# Bataillon de marche no 11
Pour les articles homonymes, voir BM11 et 11e bataillon.
Le bataillon de marche no 11 (BM 11) est une unité des forces françaises libres, formée de soldats de l'Afrique française libre. Créé en 1941, le BM 11 combat pendant la Seconde Guerre mondiale en Italie et en France jusqu'en 1945.

## Historique

### Création au Levant

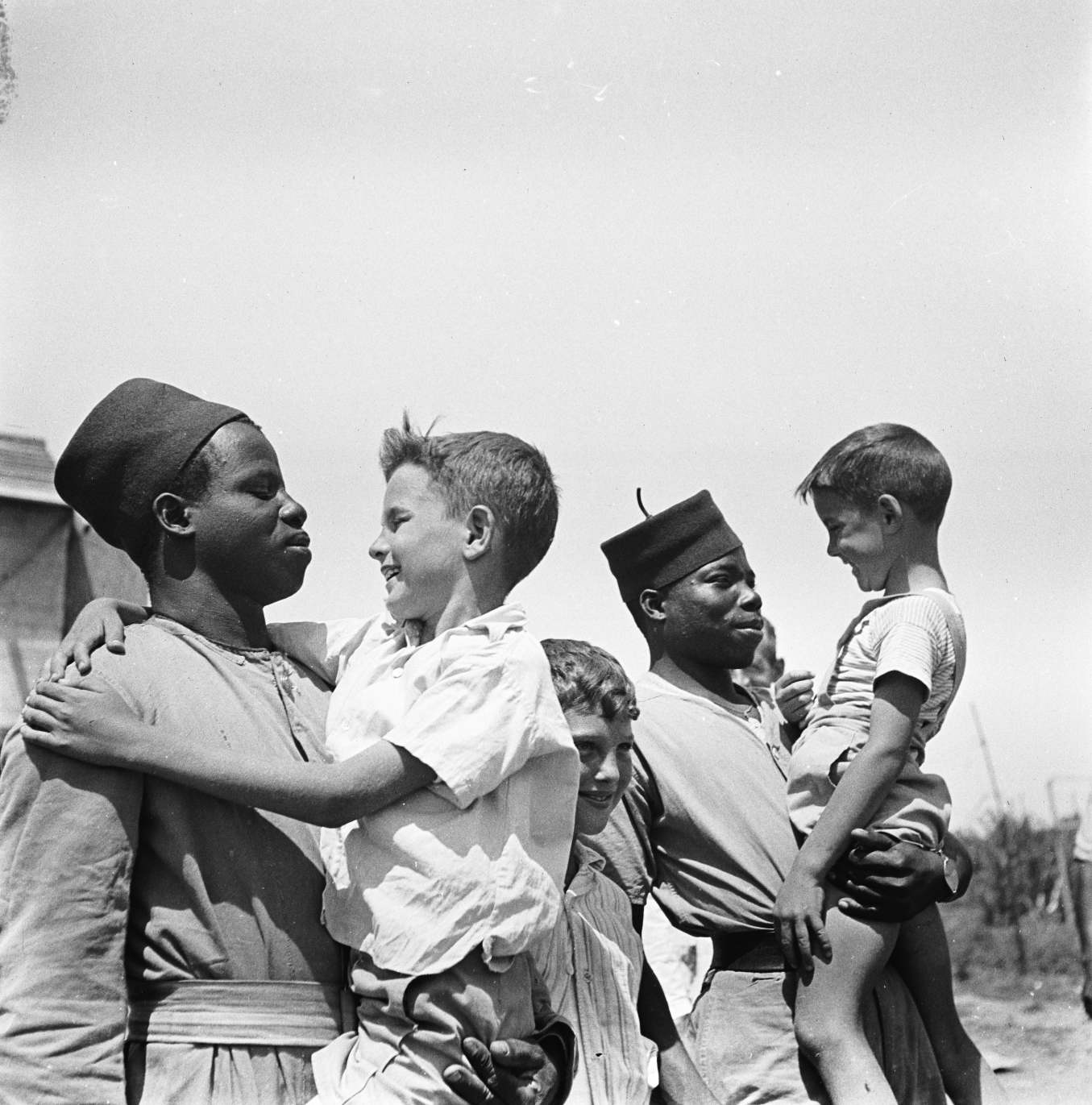
Tirailleurs africains en Palestine mandataire en 1941.

Le bataillon est créé à Damas le 1er octobre 1941, à partir de cadres du bataillon de marche no 1 (BM 1), de tirailleurs sénégalais d'Afrique-Occidentale française alors en garnison au Levant et d'évadés de France,.
En février, le bataillon est victime de plusieurs actes de rébellion parmi les tirailleurs : désertions, tirailleurs ouvrant le feu sur des militaires syriens ou français, refus d'obéir,. Les enquêtes pointent le bas moral des Africains, loin de leur pays d'origine et, selon certains rapports français, travaillés par des agents anticolonialistes musulmans.
Le BM 11 est rattaché à la 1re brigade de la 2e division légère d'infanterie. Cette division est réorganisée sous le nom de 2e brigade française libre en avril 1942.

### Opérations dans la guerre du désert

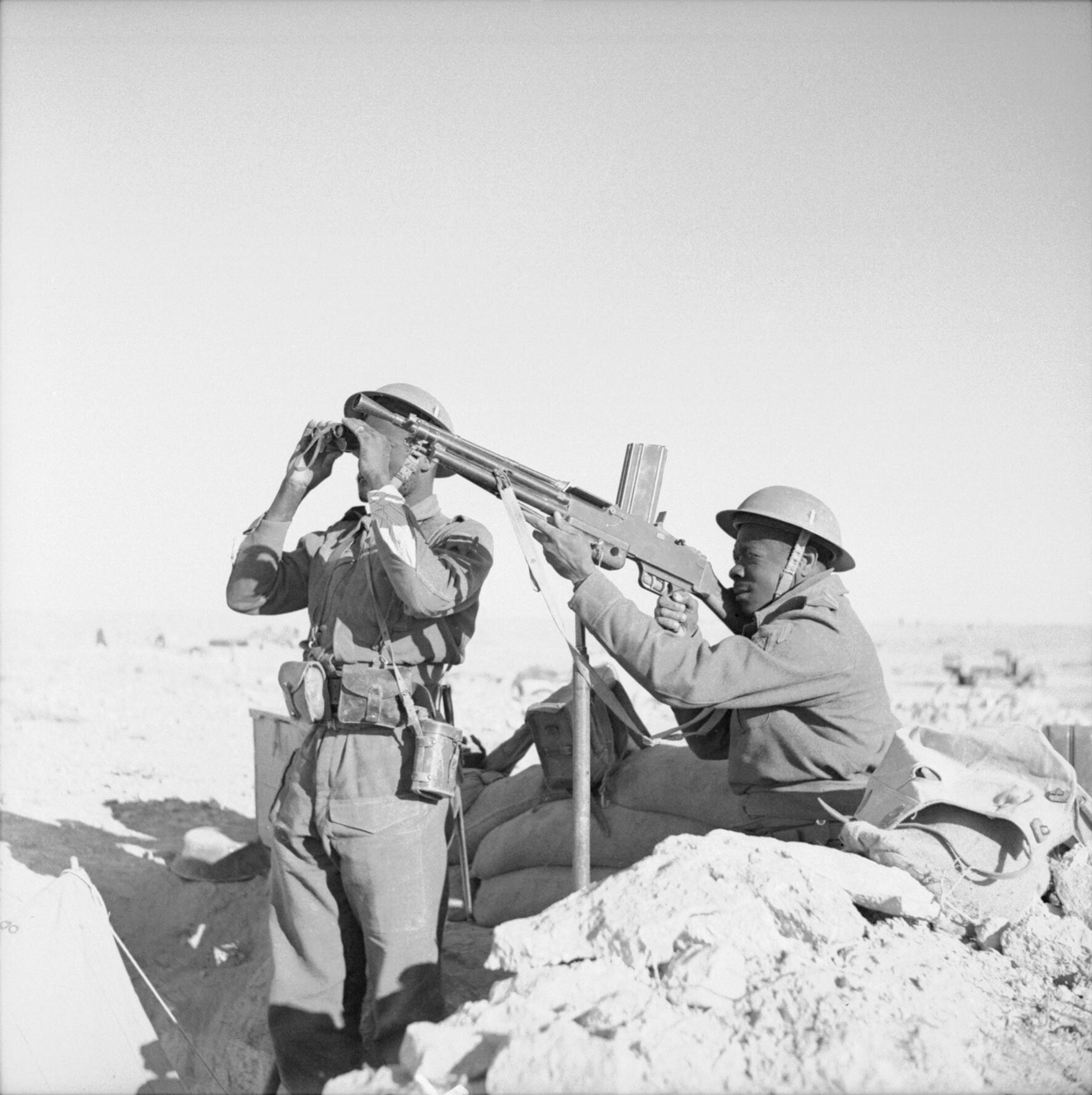
Deux soldats africains des forces françaises libres en février 1942.

Séparé du reste de la brigade et renforcé de la 23e compagnie nord-africaine, le bataillon forme le noyau du « groupement Bavière », chargé de se faire passer pour une grande unité fictive (noms de code « Lion » et « Dencol ») en route pour attaquer l'oasis de Jalo en marge de la bataille de Gazala. Partie de Giarabub le 10 juin, elle fait demi-tour quatre jours plus tard. Pour éviter d'être encerclée, la colonne revient en Égypte par la dépression de Qattara, réputée infranchissable,,,.
Réuni à la 2e brigade, le BM 11 participe en octobre-novembre 1942 à la Seconde bataille d'El Alamein avec la 50e division d'infanterie britannique. Début 1943, un détachement de 40 hommes du bataillon mène un coup de main sur une position allemande dans le Djebel Zaghouan. Il ramène une cinquantaine de prisonniers en ne déplorant que sept blessés.

### En Italie
En février 1943, la 2e brigade à laquelle appartient le BM 11 cesse d'être indépendante et devient une des trois brigades de la 1re division française libre (1re DFL). Cette division est déployée en avril au sein du corps expéditionnaire français en Italie. Entre le 17 et le 20 mai 1944, le BM 11 participe aux assauts sur la ligne Gustave, au prix de cent morts. Le premier combat est compliqué pour le bataillon, dont les officiers manquent d'expérience. Une section se débande après la mise hors de combat de ses cadres. L'unité gagne cependant en expérience très rapidement. Des renforts du 16e régiment de tirailleurs sénégalais (en garnison à Casablanca) comblent les rangs.

### En France
Le bataillon participe en août au débarquement de Provence et à la bataille de Toulon. En septembre-octobre 1944, le bataillon est « blanchi » : les tirailleurs africains sont remplacés par des FFI français. Le bataillon passe alors à la 1re brigade de la 1re DFL, permutant avec le 22e bataillon de marche nord-africain.
Le bataillon combat lors de l'Opération Sonnenwende, où les ex-FFI inexpérimentés ne parviennent pas le 7 janvier à dégager le bataillon de marche no 24 encerclé par la brigade blindée Feldherrnhalle. Après cette bataille, le BM 11 passe à la 4e brigade de la 1re DFL.
Le dernier combat du BM 11 a lieu, au sein de la 1re DFL, dans la bataille de l'Authion.
Le 15 mai 1945, le BM 11 devient un bataillon du 1er régiment d'infanterie coloniale, créé à partir de la 4e BFL.
Le BM 11 est cité à l'ordre de l'armée en septembre 1945.

## Insigne
L'insigne du bataillon est une reprise de celui du BM 1, portant un tête de soldat africain balafré sur l'ancre des troupes coloniales et la croix de Lorraine des FFL. Le premier modèle d'insigne tiré à Damas en 1941 garde en pointe l'inscription « AEF » (Afrique-Équatoriale française) de l'insigne du BM 1 mais cette inscription est rapidement remplacée par « AFL » (Afrique française libre) car les tirailleurs du BM 11 sont majoritairement des Mossis d'Afrique-Occidentale. L'insigne est ensuite produit au Caire en 1942-1943 puis à Lyon à partir de 1944.

## Personnalités ayant servi au bataillon
Unité de combat de la France libre, le BM 11 a compté dans ses rangs un certain nombre de compagnons de la Libération :
- Valentin Béhélo (1901-1987)
- Georges Bavière (1902-1971) ;
- Jean-Louis Sourbieu (1903-1957) ;
- William Palcy (1905-1967) ;
- André Gallas (1907-1956) ;
- Yves Hervé (1909-1944) ;
- Jean Starcky (1909-1988) ;
- Henri Magny (1910-1944) ;
- Nicolas de Glos (1911-1967) ;
- Paul Guénon (1911-1946) ;
- Jules Le Mière (1911-1977) ;
- Joseph Léonard (1912-1999) ;
- Benjamin Tagger (1912-1944) ;
- André Mazana (1913-1944) ;
- Pierre Moguez (1913-1982) ;
- René Amiot (1914-1985) ;
- Roméo Antoniotti (1914-1990) ;
- Jean-Gabriel Revault d'Allonnes (1914-1994)
- Michel Cruger (1915-1979) ;
- Georges Hugo (1915-1944) ;
- Nicolas Wyrouboff (1915-2009) ;
- Roland Alibert de Falconnet (1917-1944) ;
- Stanislas Mangin (1917-1986) ;
- Gilbert Garache (1918-2005) ;
- Guy Le Coniac de La Longrays (1919-2001) ;
- Charles Rossignol (1920-1944) ;
- Louis Dupuis (1921-1944) ;
- Claude Le Hénaff (1922-1995).